# Vini sinotoi
Vini sinotoi ist eine ausgestorbene Loriart aus der Gattung der Maidloris (Vini). Sie kam auf den Marquesas und auf Huahine vor. Das Artepitheton ehrt den US-amerikanischen Anthropologen Yosihiko H. Sinoto vom Bernice P. Bishop Museum in Honolulu, Hawaii, der im Juli 1964 auf Ua Huka den Holotypus zu Tage förderte. 

## Merkmale
Der Holotypus ist ein vollständiger Tarsometatarsus von der Lagerstätte Hane auf Ua Huka. Neben weiteren Knochenfunden von Yosihiko H. Sinoto in der Lagerstätte Hane in den Jahren 1964 und 1965 wurde zusätzliches subfossiles Material 1967 von Peter Bellwood in der Lagerstätte Hanatekua auf Hiva Oa sowie 1985 von Barry Vladimir Rolett in der Lagerstätte Hanamiai auf Tahuata entdeckt. Weiter ist Material von der Fundstelle Faʻahia auf der Insel Huahine bekannt. Die als Paratypen klassifizierten Funde bestehen aus sieben Rabenbeinen, einem Schulterblatt, fünf Oberarmknochen, 34 Tibiotarsi, 49 Tarsometatarsi, einem Zehenknochen, einem Rostrum, zwei Quadratbeinen, vier Oberkiefern, drei Brustbeinen und einem Carpometacarpus. Auf der Basis der Tarsometatarsuslängen von 21,6 bis 24,0 mm und der Tibiotarsuslängen von 31,3 bis 33,4 mm geht man davon aus, dass Vini sinotoi die größte Art der Maidloris repräsentierte.

## Aussterben
Da das Material in den stratigraphisch gleichen Ablagerungen gefunden wurde, wie die Knochen der ebenfalls ausgestorbenen Art Vini vidivici, wird ein Aussterbezeitraum zwischen 1000 und 1200 n. Chr. angenommen, kurz nachdem die Marquesas zum ersten Mal besiedelt wurden.